# Ауста
Ауста (болг. Ауста) — село в Болгарии. Находится в Кырджалийской области, входит в общину Момчилград. Население составляет 228 человек (на 15 сентября 2009 года).
Село расположено к северу от автодороги №59, западнее села Звездел и восточнее села Пиявец.

## Политическая ситуация
В кметстве Ауста должность кмета (старосты) исполняет Мустафа Фахми Емин (Движение за права и свободы (ДПС)) по результатам выборов.
Кмет (мэр) общины Момчилград — Ердинч Исмаил Хайрула (Движение за права и свободы (ДПС)) по результатам выборов.